# PKP-Baureihe Ty246
Die Baureihe Ty246 war eine Güterzug-Schlepptenderlokomotive der Polnischen Staatsbahn PKP. Sie wurde unmittelbar nach dem Zweiten Weltkrieg mit Mitteln der Nothilfe- und Wiederaufbauverwaltung der Vereinten Nationen (UNRRA) bei den Lokomotivfabriken Alco, Baldwin und Lima in 100 Exemplaren hergestellt.
Sie waren für den schweren Güterzugdienst auf Hauptbahnen bestimmt. Aufgrund ihrer hohen Achslast waren sie auf Nebenbahnen nicht zugelassen. Sie waren bis 1979 bei den PKP im Einsatz und wurden dann ausgemustert. Die PKP Ty246-22 „Truman“ ist im Eisenbahnmuseum Skansen Taboru Kolejowego w Karsznicach in Karsznice erhalten geblieben.

## Geschichte
Für den Transport der oberschlesischen Kohle von den Förderstellen bis zu den Häfen an der Ostsee benötigte die Polnische Staatsbahn unmittelbar nach dem Zweiten Weltkrieg Lokomotiven für den schweren Zugverkehr auf Hauptbahnen. Weil die PKP bereits 1946 als Aufbauhilfe von den genannten Firmen Loks der PKP-Baureihe Tr203 erhalten hatte, gab sie an diese den Auftrag zur Entwicklung und zum Bau einer noch größeren Güterzuglok mit fünf angetriebenen Achsen. Bis Ende des Jahres 1947 wurden insgesamt 100 Lokomotiven ausgeliefert und als PKP Ty246-1 bis 100 bezeichnet.
Die Lokomotiven wurden für den Kohletransport zwischen den oberschlesischen Förderstellen und Gdynia eingesetzt. Sehr bald wurden sie nach dem Präsidenten der Vereinigten Staaten als Truman bezeichnet. Sie besaßen zur damaligen Zeit viele Konstruktionsmerkmale, die bei polnischen Dampfloks nicht vorhanden waren. Sie funktionierten wirtschaftlich, zuververlässig und boten den Lokpersonalen viele Erleichterungen wie ein allseits geschlossenes Führerhaus oder die Bedienung aller Elemente des Lokführers im Sitzen. Mit den Lokomotiven wurden Kohlezüge mit 2200 t auf der Kohlenmagistrale befördert. Als Höchstlast wurden 2800 t bei 40 km/h angegeben. Gegenüber der PKP-Baureihe Ty4 hatten die Lokomotiven trotz ihrer schweren Bauweise einen günstigeren Kohlenverbrauch.
Die neu entwickelte und bis 1957 gelieferte PKP-Baureihe Ty51, die in ihren Dimensionen und Leistung in etwa gleich war, konnte die unentbehrlichen Lokomotiven nicht ersetzen. Erst Ende der 1970er Jahre wurden sie durch die fortschreitende Verdieselung der Hauptstrecken abgelöst. Ende 1979 war das letzte Exemplar ausgemustert.

## Konstruktion
Die Lokomotiven war wie die PKP-Baureihe Tr203 mit einem Zweizylinder-Triebwerk ausgestattet, jedoch durch die fünf angetriebenen Achsen wesentlich stärker.
Sie waren mit mechanischer Rostbeschickung, der Versorgung des Kessels durch den Nathan-Injektor sowie der Nutzung von pneumatischen Antrieben bei den Bedienelementen ausgestattet.